# Square 1

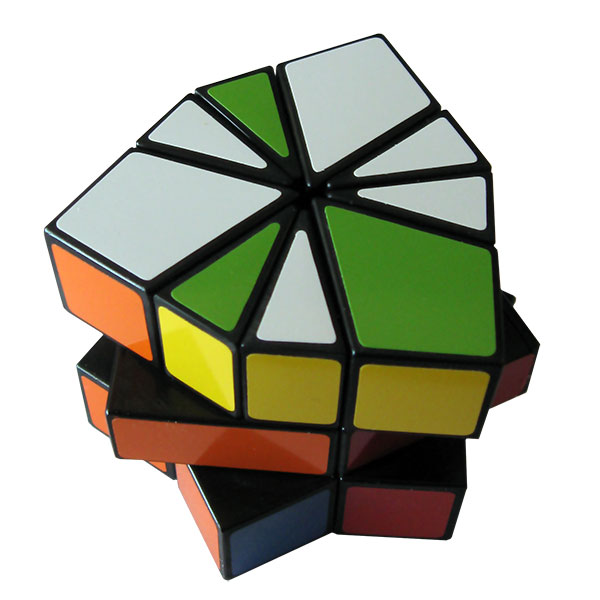
Square-1 đã được xáo trộn

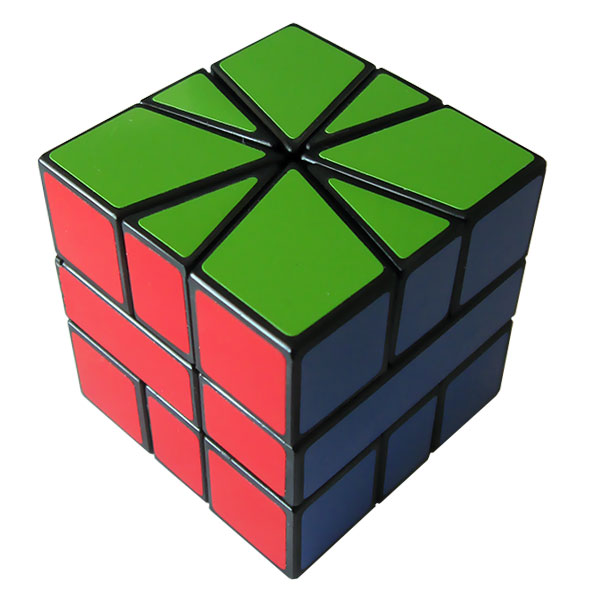
Square-1 đã được giải

Square-1, còn được gọi là Back to Square One và Cube 21, là một câu đố tương tự như Rubik's Cube. Đặc điểm nổi bật của nó trong số nhiều biến thể của Khối lập phương Rubik là nó có thể thay đổi hình dạng, do đó tăng thêm độ khó. Các câu đố Super Square One và Square Two cũng đã được giới thiệu. Super Square One có hai lớp bổ sung có thể được xáo trộn và giải quyết độc lập với phần còn lại của câu đố và Square Two có các vết cắt bổ sung được thực hiện cho lớp trên cùng và dưới cùng, làm cho các cạnh và góc có cùng kích thước.

## Lịch sử
Square-1 (tên đầy đủ là "Back to Square One") hay còn gọi là "Cube 21", được phát minh bởi Karel Hršel và Vojtěch Kopský vào khoảng năm 1990. Đơn xin cấp bằng sáng chế của Tiệp Khắc được nộp vào ngày 8 tháng 11 năm 1990, sau đó được nộp dưới dạng "tài liệu ưu tiên" vào ngày 1 tháng 1 năm 1991. Bằng sáng chế cuối cùng đã được phê duyệt vào ngày 26 tháng 10 năm 1992, với số bằng sáng chế CS277266  Lưu trữ ngày 5 tháng 4 năm 2018 tại Wayback Machine. Vào ngày 16 tháng 3 năm 1993, bản thân vật thể này đã được cấp bằng sáng chế tại Mỹ với số bằng sáng chế US5,193,809  Lưu trữ ngày 4 tháng 11 năm 2021 tại Wayback Machine sau đó thiết kế của nó cũng được cấp bằng sáng chế, vào ngày 5 tháng 10 năm 1993, với số bằng sáng chế D340,093.

## Mô tả
Square-1 bao gồm ba lớp. Các lớp trên và dưới chứa các mảnh diều và hình tam giác. Chúng cũng được gọi là các mảnh góc và cạnh tương ứng. Có tất cả 8 con diều và 8 mảnh hình tam giác. Các miếng diều có chiều rộng 60 độ, trong khi các miếng hình tam giác có chiều rộng 30 độ so với tâm của lớp.
Lớp giữa chứa hai mảnh hình thang, chúng có thể tạo thành một hình lục giác không đều hoặc một hình vuông.
Mỗi lớp có thể được xoay tự do, và nếu ranh giới của các mảnh trong tất cả các lớp thẳng hàng, khối hình có thể được xoắn theo chiều dọc, hoán đổi nửa lớp trên với một nửa phần dưới. Bằng cách này, các mảnh ghép có thể được xáo trộn. Lưu ý rằng vì các mảnh diều có chiều rộng góc chính xác gấp đôi chiều rộng góc của các mảnh hình tam giác, hai mảnh có thể được trộn lẫn với nhau một cách tự do, với hai mảnh hình tam giác sẽ thay thế cho một mảnh diều duy nhất và ngược lại. Điều này dẫn đến những thay đổi hình dạng kỳ lạ trong câu đố tại bất kỳ thời điểm nào.
Để xếp hình có dạng hình khối thì lớp trên và lớp dưới phải có các miếng diều và hình tam giác xen kẽ nhau, mỗi lớp có 4 cánh diều và 4 miếng hình tam giác, lớp giữa phải có hình vuông. Tuy nhiên, vì chỉ có thể có hai hình dạng cho lớp giữa, nên có một lần xoay nhanh chóng thay đổi hình dạng của lớp giữa từ hình này sang hình khác mà không chạm vào phần còn lại của câu đố.

## Bảng màu
Giống như Khối lập phương Rubik, các mảnh có màu. Để giải được câu đố, nó không chỉ cần có dạng hình khối mà mỗi mặt của khối đó cũng phải có màu đồng nhất. Ở trạng thái đã giải quyết (hoặc nguyên bản), nhìn khối lập phương từ mặt có in từ "Square-1", các màu là: Trắng ở trên, xanh lục ở dưới, vàng ở trước, đỏ ở trái, cam ở bên phải và màu xanh lam phía sau. Các phiên bản thay thế của Square-1 có thể có các phối màu khác nhau.

## Các kỷ lục[1]
Kỷ lục thế giới Square-1 là 4.59 giây, được thiết lập bởi Martin Vædele Egdal của Đan Mạch vào ngày 5 tháng 9 năm 2020 ở Roskilde, Đan Mạch. Kỷ lục thế giới trung bình của 5 lần giải (không bao gồm lần giải nhanh nhất và chậm nhất) là 6,34 giây, được thiết lập bởi David Epstein của Úc vào ngày 10 tháng 4 năm 2021 tại Solving in Sale 2021 ở Sale, Victoria, Australia, với thời gian là: (11,79) / 6,69 / (5,40) / 6,56 / 5,77.

### 5 người giải có thành tích cá nhân nhanh nhất[2]
| Tên                      | Thành tích | Cuộc thi                      |
| ------------------------ | ---------- | ----------------------------- |
| Martin Vædele Egdal      | 4,59 giây  | Giải vô địch Đan Mạch 2020    |
| Jackey Zheng             | 4,95 giây  | Brooklyn 2019                 |
| Tijmen van der Ree       | 4,98 giây  | Mental Breakdown Capelle 2019 |
| Vicenzo Guerino Cecchini | 5,00 giây  | Schoolmark Open 2018          |
| Benjamin Gottschalk      | 5,11 giây  | Giải vô địch Washington 2020  |

### 5 người giải có trung bình của năm lần giải nhanh nhất[3]
| Tên                      | Trung bình nhanh nhất | Cuộc thi                   |
| ------------------------ | --------------------- | -------------------------- |
| David Epstein            | 6,34 giây             | Solving in Sale 2021       |
| Max Siauw                | 6,37 giây             | Idaho Summer B 2021        |
| Michał Krasowski         | 6,42 giây             | LLS II Biała Podlaska 2021 |
| Vicenzo Guerino Cecchini | 6,54 giây             | Bernô Feet Friendship 2019 |
| Rasmus Stub Detlefsen    | 6,67 giây             | Greve Gymnasium 2020       |

## Ký hiệu
Ký hiệu Square-1 ban đầu được tạo ra bởi Jaap Scherphuis:
(x, y) / (x, y)
Dấu gạch chéo (/) biểu thị việc xoay toàn bộ nửa bên phải của khối hình đi 180°.
Số đầu tiên (x) đề cập đến một số vòng quay 30° theo chiều kim đồng hồ của lớp trên.
Số thứ hai (y) đề cập đến một số lớp dưới 30 ° quay theo chiều kim đồng hồ.

## Số hoán vị
Nếu các phép quay khác nhau của một hoán vị nhất định chỉ được tính một lần trong khi các phản xạ được tính riêng lẻ, thì có 170 × 2 × 8! × 8! = 552,738,816,000 hoán vị.
Nếu cả phép quay và phản xạ chỉ được tính một lần, số vị trí sẽ giảm xuống còn 15! ÷ 3 = 435.891.456.000. Ngoài ra, nó luôn có thể được giải quyết trong tối đa 14 lần di chuyển.